# بزرگ شدن
بزرگ شدن (انگلیسی: Growing Up) نخستین آلبوم استودیویی خواننده اهل کره جنوبی، آی‌یو است. این آلبوم در ۲۳ آوریل ۲۰۰۹ به عنوان دنبالهٔ نخستین آلبوم چندآهنگهٔ او به نام گمشده و پیداشده منتشر شد. این آلبوم دارای ۱۶ ترانه از جمله تک‌آهنگ‌های «Boo» و «تو می‌دونی (ورژن راک)» است.

## پس‌زمینه
بزرگ شدن شامل ۱۶ ترانه است. آهنگسازی تک‌آهنگ آغازین این آلبوم، «Boo»، توسط هان سانگ وون انجام شده که بیشتر به خاطر ملودی‌هایش برای ترانه‌های «روزهایی که دلم برات تنگ شده» از پارک جی هون عضو گروه وی.او.اس و «نرو، نرو، نرو» از وانتد است. «Boo» دربارهٔ «دوست جذاب از جنس مخالف» است. متن ترانه داستان دختری مغرور را روایت می‌کند که به مردان اطرافش اهمیت نمی‌دهد و عاشق پسری می‌شود که هرگز به او فکر نکرده بود. تک‌آهنگ بعدی آلبوم «تو می‌دونی (ورژن راک)»، یک ورژن راک از ترانهٔ «تو می‌دونی» آی‌یو است که محبوبیت بیشتری نسبت به ورژن اصلی داشت.
این ترانه داستان دختری جوان را روایت می‌کند که با صراحت احساسات خود را به فردی که عاشقش است، بیان می‌کند.

## موزیک ویدئو
در ۱۶ مه ۲۰۱۱، موزیک ویدئوهای ترانه‌های «Boo» و «تو می‌دونی (ورژن راک)» توسط کانال یوتیوب رسمی لئون انترتینمنت منتشر شد.

## جدول‌های موسیقی
| جدول (۲۰۱۲)                | بالاترین جایگاه |
| -------------------------- | --------------- |
| آلبوم‌های کره جنوبی (گائون) | ۶               |